# ボダイジュ

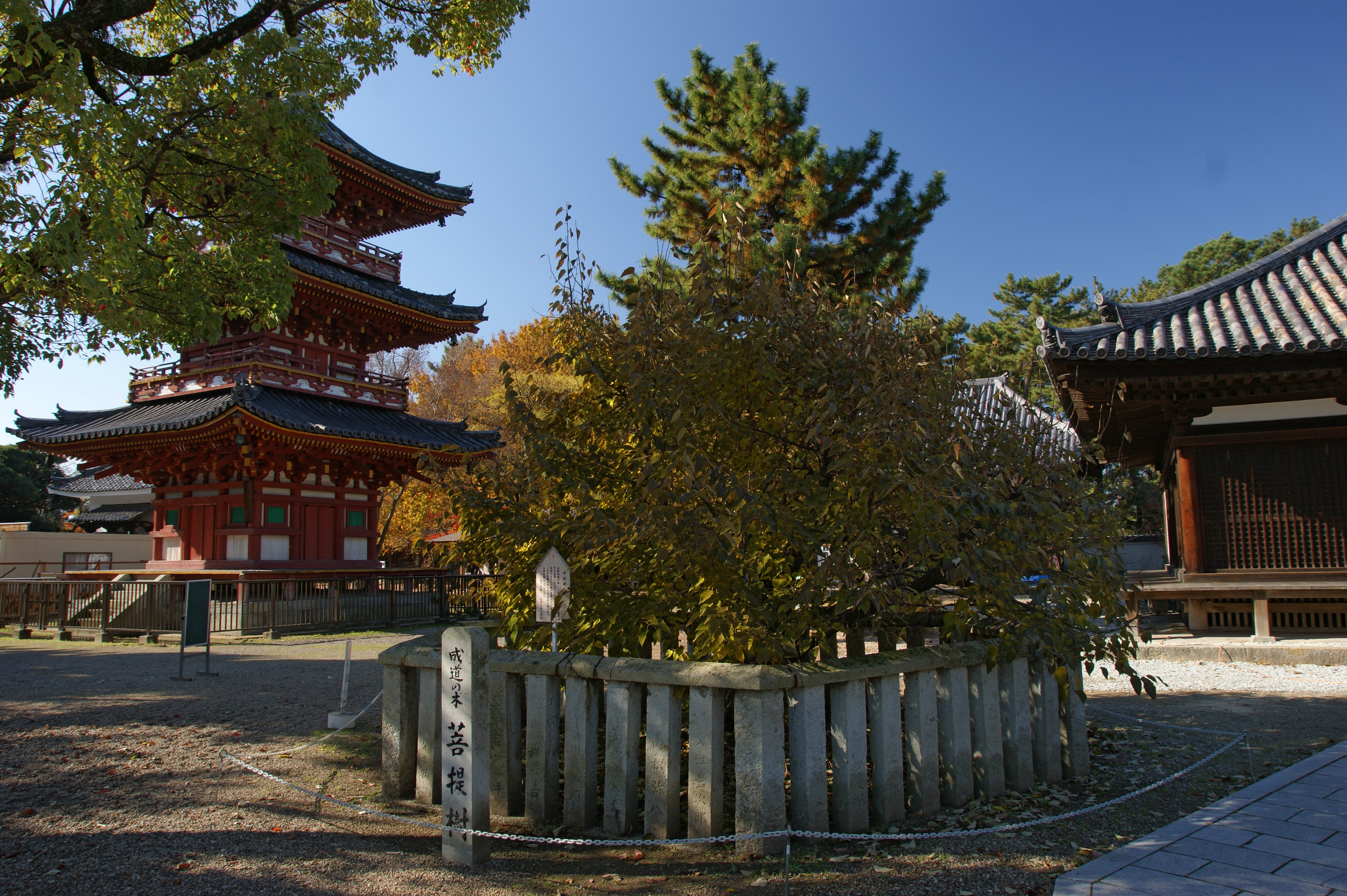
兵庫県加古川市鶴林寺境内

ボダイジュ（菩提樹、学名: Tilia miqueliana）は、アオイ科シナノキ属の落葉高木。別名はコバノシナノキ。中国原産で、中国名は南京椴。日本では寺院などに植えられる。

## 特徴
落葉広葉樹の高木。高さは30メートル (m) にもなる。樹皮は暗灰色から暗茶褐色で、縦に浅く裂ける。若木の樹皮は滑らかで、小枝には密に細毛がある。葉は広卵形で、裏面と葉柄には毛がある。花期は6月頃で、葉の付け根から花序を出して、芳香がある淡黄色の花を下向きに咲かせる。
冬芽は薄茶色の短毛があり、オオバボダイジュ（学名: Tilia maximowicziana）よりもやや小さい。枝先には仮頂芽がつき側芽よりも大きく、長さ5ミリメートル (mm) ほどの卵球形で芽鱗2枚に包まれる。側芽は枝に互生する。葉痕は円形で、維管束痕が3個つき、葉痕の両脇に托葉痕がある。
中国原産。日本へは、12世紀に渡来したといわれ、臨済宗の開祖明菴栄西が中国から持ち帰ったと伝えられる。日本では各地の仏教寺院によく植えられている。
釈迦は菩提樹の下で悟りを開いたとして知られるが、釈迦の菩提樹は本種ではなくクワ科のインドボダイジュ（印度菩提樹、Ficus religiosa）という別の種である。中国では熱帯産のインドボタイジュの生育には適さないため、葉の形が似ているシナノキ科の本種を菩提樹としたと言われる。
またフランツ・シューベルトの歌曲集『冬の旅』第5曲「菩提樹（"Der Lindenbaum"）」に歌われる菩提樹は本種ではなく近縁のセイヨウシナノキである。

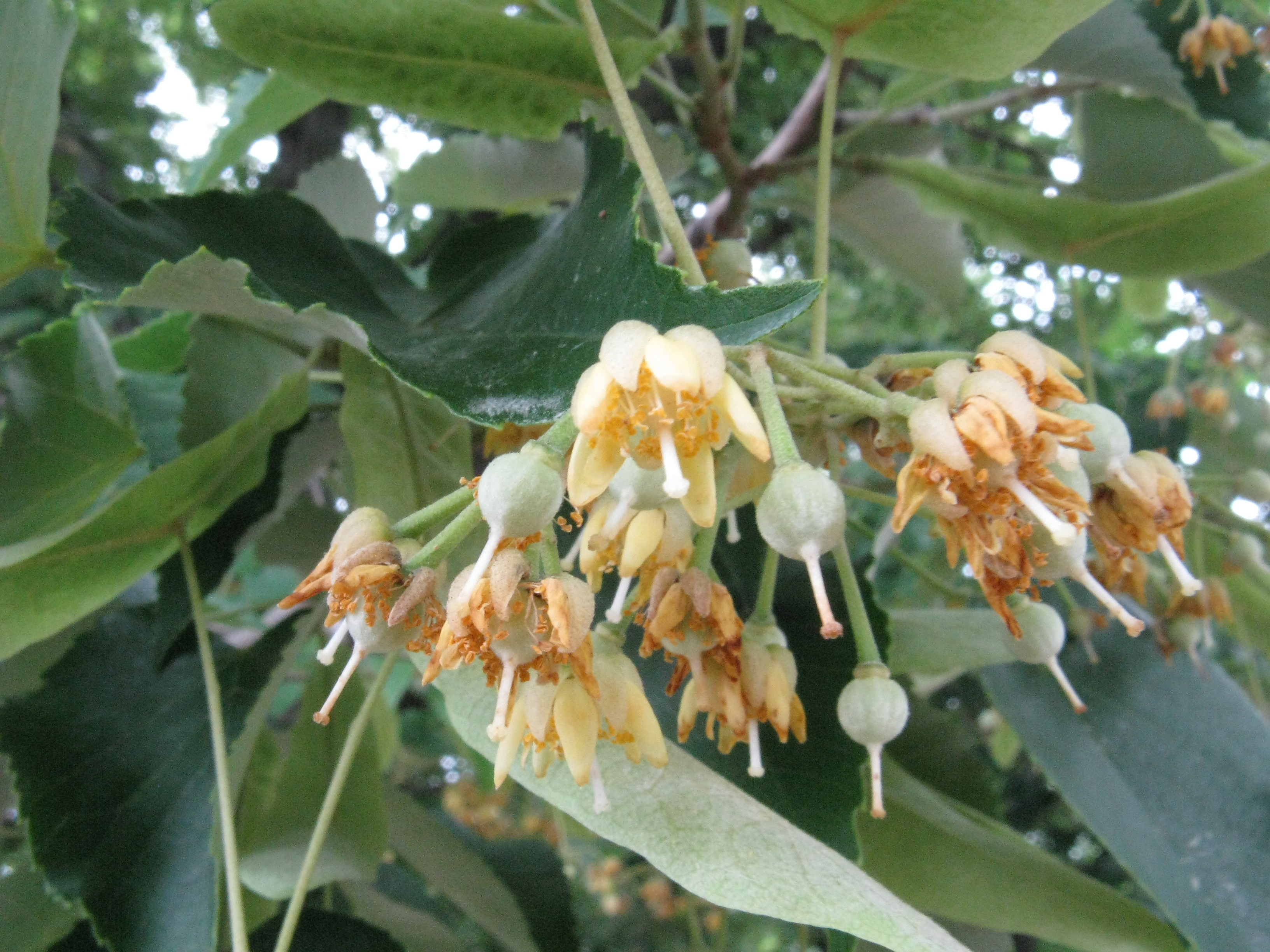
花

## 近縁種
- アメリカボダイジュ（T. americana L.）: 別名アメリカジナ。アメリカ中西部原産。
- オオバボダイジュ（T. maximowicziana Shiras.） : 別名アオジナ。北海道、本州中部以北に分布。
- ナツボダイジュ（T. platyphyllos Scop.）: 別名、ヨウシュボダイジュ、セイヨウボダイジュ。
- フユボダイジュ（T. cordata Mill.） : ヨーロッパからコーカサスに分布。
- マンシュウボダイジュ（T. mandshurica Rupr et Maxim.） : 別名トウホクジナ、マンショウジナ。中国東北部に分布。
  - ツクシボダイジュ（T. mandshurica Rupr et Maxim. var. rufovillosa (Hatus.) Kitam.）: 九州の大分県に限って分布。
- セイヨウシナノキ（Tilia ×europaea syn. T. ×vulgaris = T. cordata × T. platyphyllos） : ナツボダイジュとフユボダイジュの交配種。